# Jonathan Tetelman
Jonathan Tetelman (* 1988, Castro, Chile) je americký operní pěvec, tenorista. Mezi jeho role na světových operních scénách patří zejména Alfredo v opeře Giuseppe Verdiho La traviata a hlavní mužské postavy v operách Giacoma Pucciniho Tosca, Bohéma a Madam Butterfly.

## Život
Ve věku sedmi mĕsíců byl v Chile adoptován manžely Tetelmanovými ze Spojených států a vyrostl v univerzitním městě Princeton v unijním státě New Jersey. Jeho adoptivní otec je advokát. Již v dětském věku na sebe upozornil svým krásným hlasem a jeho talent byl podpořen na American Boychoir School of Music v Princetonu. Posléze absolvoval studium zpěvu na Manhattan School of Music v New Yorku jako baryton. Pak studoval u dvou hudebních pedagogů na Mannes College of Music, přičemž změnil svůj pěvecký obor a stal se tenorem.
Předtím než začal svoji operní kariéru, pracoval tři roky jako diskžokej (DJ) v diskotékách a klubech na Manhattanu.
V roce 2018 debutoval jako náhrada za Piotra Beczału v roli Rodolfa v Pucciniho Bohémě.